# Condado de Warren (Nova Jérsia)
O Condado de Warren é um dos 21 condados do Estado americano de Nova Jérsia. A sede do condado é Belvidere, e sua maior cidade é Phillipsburg. O condado possui uma área de 940 km² (dos quais 13 km² estão cobertos por água), uma população de 102 437 habitantes, e uma densidade populacional de 111 hab/km² (segundo o censo nacional de 2000). O condado foi fundado em 1825.